# A Gutter Magdalene
A Gutter Magdalene è un film muto del 1916 diretto da George Melford. La sceneggiatura di basa sul racconto A Gutter Magdalen di Willard Mack di cui non si conosce la data di pubblicazione.

## Trama

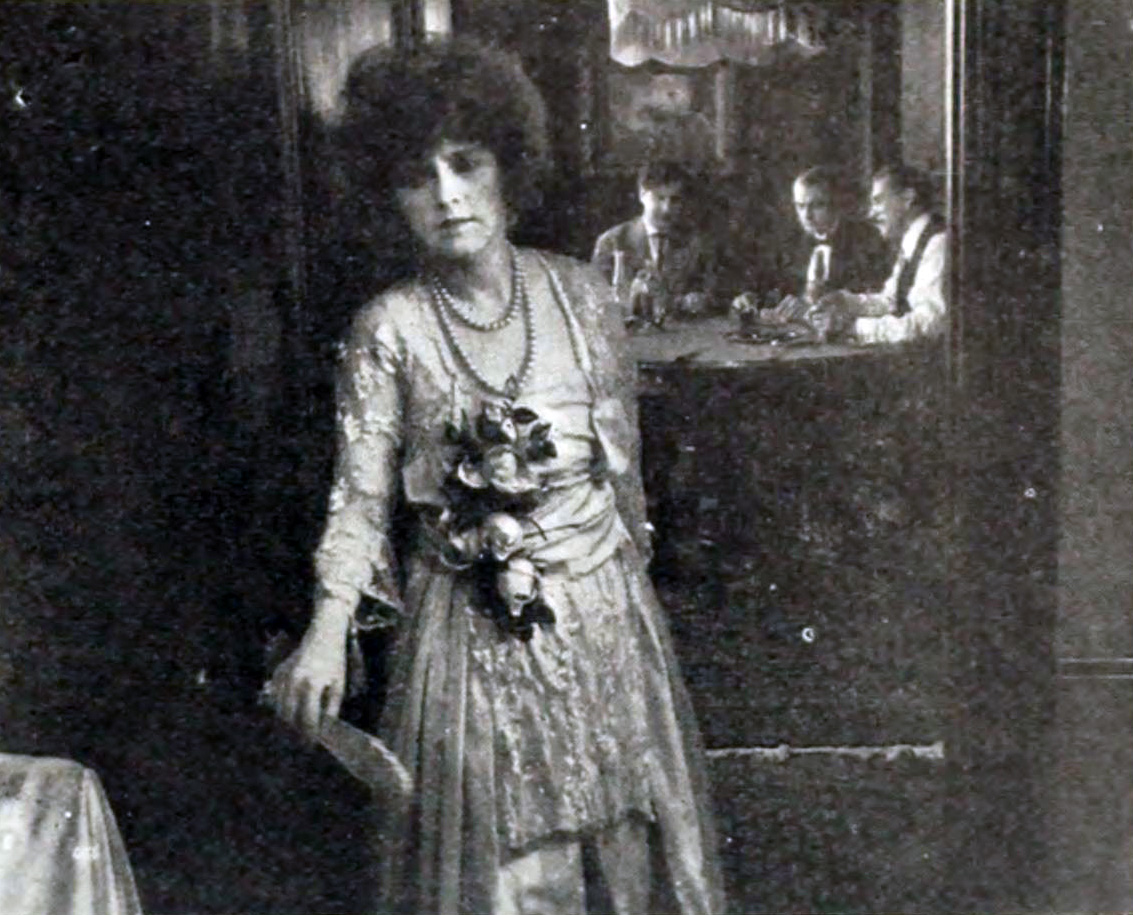
Fannie Ward

Maida, una semplice ragazza di campagna, giunge in città con Jack Morgan, giocatore d’azzardo senza scrupoli. Quando però l’uomo, barando al poker, vince quarantamila dollari a Steve Boyce, lei lo lascia. Trova lavoro presso l’Esercito della Salvezza; lì, incontra nuovamente Steve che, adesso senza un soldo, cerca, in qualche modo, di che sopravvivere. I due si innamorano ma Maida rifiuta la proposta di matrimonio di Steve, non ritenendosi degna di lui a causa della sua passata relazione con Jack. Decide, invece, di andare da quest’ultimo a chiedergli di restituire almeno una parte dei soldi rubati, ma Jack non ne vuole sapere. Tra i due nasce una lotta che finisce male, con Maida che spara al suo ex, uccidendolo.
Lo sceriffo Barrett, ben consapevole di che losco figuro fosse Jack, non ritiene che la ragazza sia colpevole di omicidio. Dopo aver restituito il denaro a Steve, Maida adesso accetta di sposarlo.

## Produzione
Il film fu prodotto dalla Jesse L. Lasky Feature Play Company.

## Distribuzione
Il copyright del film, richiesto dalla Jesse L. Lasky Feature Play Co., fu registrato il 16 maggio 1916 con il numero LP8296.
Distribuito dalla Paramount Pictures e presentato da Jesse L. Lasky, il film uscì nelle sale statunitensi il 4 giugno 1916. In Francia, prese il titolo L'Inutile Sacrifice.